# Sarcophaga croatica
Sarcophaga croatica är en tvåvingeart som beskrevs av Baranov 1941. Sarcophaga croatica ingår i släktet Sarcophaga och familjen köttflugor.
Artens utbredningsområde är Kroatien. Inga underarter finns listade i Catalogue of Life.